# Caecilia albiventris
Caecilia albiventris е вид безкрако земноводно от семейство Caeciliidae.

## Разпространение и местообитание
Видът е разпространен в Суринам.
Обитава райони с тропически и субтропичен климат, гористи местности, градини и плантации.